# Георгиево (Владимирская область)
Георгиево — село в Гусь-Хрустальном районе Владимирской области России, входит в состав муниципального образования «Посёлок Добрятино».

## География
Село расположено в 12 км на запад от центра поселения посёлка Добрятино и в 48 км на юго-восток от Гусь-Хрустального.

## История
Церковь в селе Георгиевском существовала в глубокой древности, но вначале XVII века она почему-то запустела и с 1638 по 1723 год церковная земля в патриарших окладных книгах значилась в числе пустовых земель и отдавалась на оброк разным лицам. В 1722 году на прежнем церковном месте построена вновь деревянная церковь во имя святого великомученика Георгия и в 1728 году обложена данью. В 1836 году вместо деревянной церкви в Георгиевском начато строительство каменного храма, трапеза была окончена и освящена в 1840 году, а постройка главного храма и колокольни продолжалась до 1865 года. Собственно главный храм был освящен в 1857 году. Престолов в храме три: главный – в честь Живоначальной Троицы, в трапезе теплой - в честь Успения Пресвятой Богородицы и святого великомученика Георгия.
В XIX и первой четверти XX века село входило в состав Заколпской волости Меленковского уезда. 
В годы Советской власти до 1998 года село входило в состав Ильинского сельсовета.

## Население
| 1859 | 1926 |
| ---- | ---- |
| 115  | 440  |

| 1859 | 1905 | 1926 | 2002 | 2010 | 2021 |
| ---- | ---- | ---- | ---- | ---- | ---- |
| 115  | ↗230 | ↗440 | ↘282 | ↘219 | ↘150 |

## Достопримечательности
В селе находится остатки Церкви Троицы Живоначальной (1840-1865).